# Linia kolejowa nr 552
Ten artykuł dotyczy przyszłego wydarzenia. Informacje w nim zawarte mogą się zmienić wraz z pojawieniem się nowych faktów, a początkowe doniesienia mogą być niepewne. Ostatnie aktualizacje tego artykułu mogą nie odzwierciedlać najbardziej aktualnych informacji.

Schemat planowanych połączeń ŁKA do 2023

Linia kolejowa nr 552 – projektowana linia kolejowa w Łodzi, łącząca posterunek odgałęźny Łódź Włókniarzy i stację Łódź Żabieniec. Za budowę odpowiedzialne jest PKP PLK w ramach projektu Budowa linii kolejowych w tunelach liniowych od stacji Łódź Fabryczna do linii nr 15 w kierunku stacji Łódź Kaliska i stacji Żabieniec.